# Lozari
Lozari (wł. Losari) – wieś w Chorwacji, w żupanii istryjskiej, w mieście Buje. W 2011 roku liczyła 21 mieszkańców.